# Perwez
Perwez es un municipio belga perteneciente a la provincia de Brabante Valón, en la Región Valona.
A 1 de enero de 2019 tiene 9303 habitantes en un área de 50,81 km².
Perwez es conocido por albergar el Musée du Souvenir 40-45, un museo que recopila objetos de la Segunda Guerra Mundial.

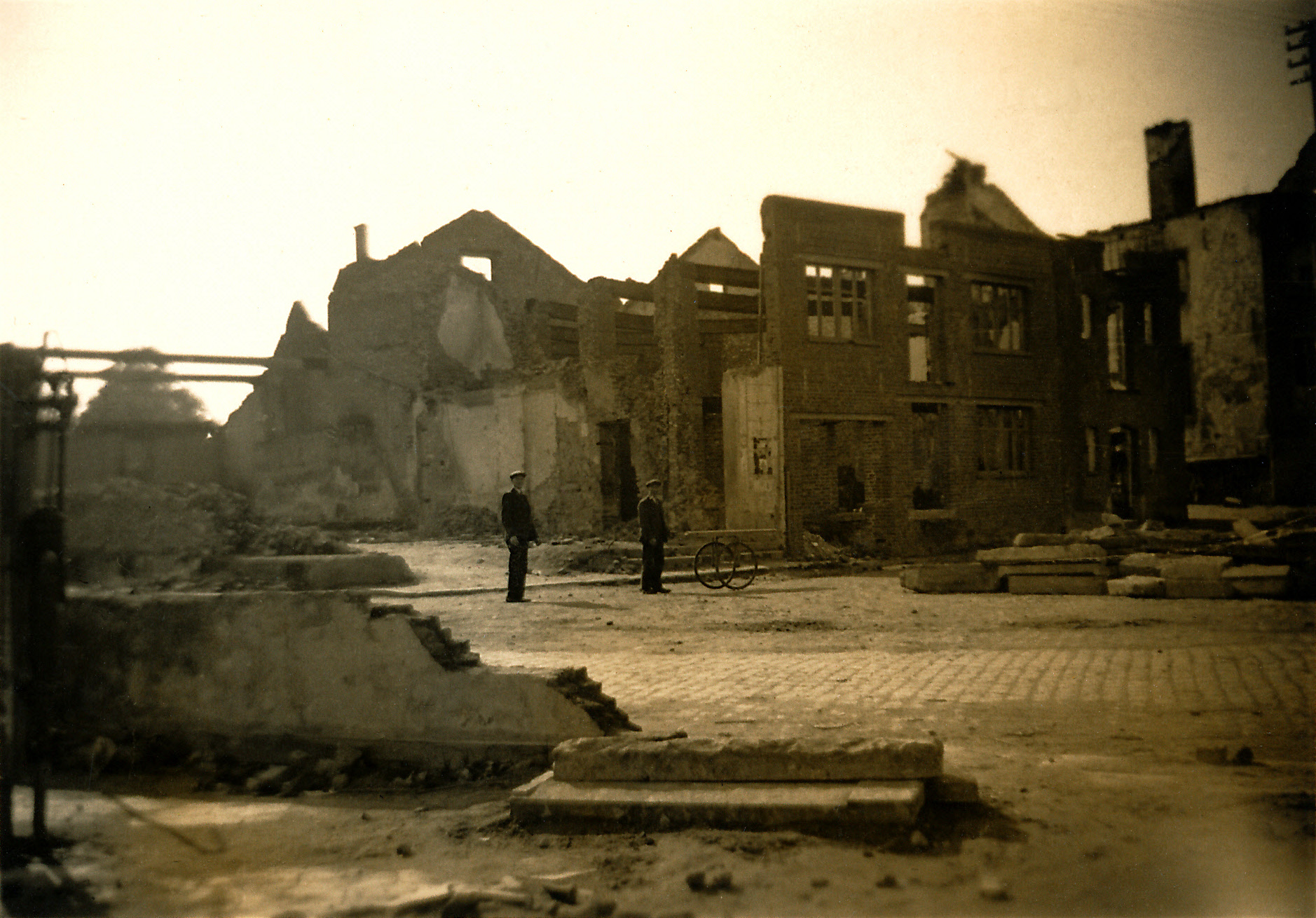
Destrucción provocada por el bombardeo del 13 de mayo de 1940 en la localidad de Perwez.

## Geografía
Se ubica en el cruce de la carretera E411 que une Bruselas y Namur con la carretera N29 que une Charleroi y Diest.

### Secciones del municipio
El municipio comprende los antiguos municipios, que se fusionaron en 1977:
| - Perwez - Malèves-Sainte-Marie-Wastines - Orbais - Thorembais-les-Béguines - Thorembais-Saint-Trond |

## Demografía

### Evolución
Todos los datos históricos relativos al actual municipio, el siguiente gráfico refleja su evolución demográfica, incluyendo municipios después de efectuada la fusión el 1 de enero de 1977.
| Gráfica de evolución demográfica de Perwez entre 1846 y 2020 |
|                                                              |